# 哈珀斯维尔 (阿拉巴马州)
哈珀斯维尔（英文：Harpersville），是美国阿拉巴马州下属的一座城市。面积约为20.73平方英里（约合53.68平方公里）。根据2010年美国人口普查，该市有人口1,637人，人口密度为78.98/平方英里（约合30.5/平方公里）。